# Татяна Баскакова
Татяна Баскакова (р. 26 май 1957 г. в Москва) е руски филолог и преводач.

## Биография
Баща ѝ е геолог, а майка ѝ е лекар. Завършва Историческия факултет на Московския държавен университет, специалност „Египтология“. Работи няколко месеца в изследователския отдел по библиотекознание и библиография на Държавната библиотека на СССР. Кандидат на историческите науки (1992).
От началото на 90-те години се занимава активно с превод, както художествен, така и научен. Превежда от английски, немски, френски, италиански език. Публикува статии за преведени автори, работи по преводни изследвания. Сътрудничи на списание „Чуждестранна литература“.

## Преводи
Преводите на Татяна Баскакова включват автори като Валтер Бенямин, Томас Бернхард, Роберт Валзер, Алфред Дьоблин, Елфриде Йелинек, Фльор Йеги, Райнхард Иргл, Герт Джонке, Кристиан Крахт, Паул Целан, Арно Шмит, Ханс Хени Ян, както и научни монографии на Ян Асман, Франсис Йейтс, Жак Льо Ридер, Рюдигер Сафрански, Анемари Шимел и др.

## Признание
Лауреат на наградата „Андрей Бели“ в номинацията „За заслуги към руската литература“ за работата си по книгата „Пол Целан. Стихотворения. Про́за. Писма“ (2008) заедно с Марк Белорусец. Лауреат на почетната награда „Жуковски“ „за дългогодишна творческа дейност в областта на литературния превод и популяризирането на немската литература в Русия“ (2010). През 2020 г. Баскакова става лауреат на наградата „Фридрих Гундолф“ на Германската академия за език и литература за разпространение на немската култура в чужбина.